# 時計装置
時計装置（とけいそうち）とは、時計から得られる時刻信号を用いて、各種機器の制御等に必要な信号等を作り出すものをいう。目的に応じて多くの種類があるが、その中でも放送局に設置される時計装置は高精度なものである。
放送局には電波法第60条により、正確な時計の備え付けが義務付けられている。これを親時計という。
この親時計から時刻信号を得て制御信号を作り、自動番組制御装置などに送り、これらの装置を動かしている。また、時報や時刻スーパーなども時計装置からの信号を得て放送される。
親時計には近年まで、現在一般に電波時計として市販されているものと原理的に全く同じものが用いられていたが、より高い精度と信頼性を求めて、現在ではそのほとんどがルビジウム原子時計となっている。なお親時計は定期的に日本標準時と比較し、そのずれを確認、必要がある場合には補正している。また単なる“時計”ではなく、機器ラックにマウントして収めるための一個の装置となっている事が多い。
放送に必要な放送局内の全ての時計は親時計と同期して動かす（親子時計を参照）のが普通であるため、時計装置は放送局の設備の中でも最も重要な装置の一つであり、通常、関係者以外にその具体的なシステムや運用等について明かされることはない。